# Szekirhar
Szekirhar az ókori egyiptomi XV. dinasztia egyik királya; az Egyiptomot a második átmeneti kor idején megszálló hükszoszok egyik uralkodója.
Neve egyetlen ajtókereten maradt fent, melyet Tell ed-Dabaában (a hükszoszok egykori fővárosa, Avarisz helyén) talált Manfred Bietak az 1990-es években. Az ajtókereten, mely ma a kairói Egyiptomi Múzeumban található (TD-8316) Szekirhar titulatúrájának egy része (személyneve, valamint nebti- és Arany Hórusz-neve) szerepel, Kim Ryholt olvasata szerint:

„[Hórusz, aki… …], az Uadzset- és Nehbet-korona ura, aki elnyomja az íj népét. Az Arany Sólyom, aki kijelöli határát. A hükszosz [=az idegen földek királya], Szekirhar.”

Az ajtókeret megerősíti, hogy Szekirhar a hükszosz XV. dinasztia első három uralkodójának egyike volt. Amennyiben Szekirhar eközül a három uralkodó közül a harmadik volt, úgy közvetlen utóda Hian, a nagy hatalmú hükszosz király lehetett. Nevének jelentése: Har (Hórusz) jutalma.

## Név, titulatúra
A fáraók titulatúrájának magyarázatát és történetét lásd az Ötelemű titulatúra szócikkben.
| G16 |

| G16 |

| V1 | T10 · T10 · T10 |

| V1 | T10 · T10 · T10 |

| G16 |

| G16 |

| V1 | T10 · T10 · T10 |

| V1 | T10 · T10 · T10 |

| G8 |

| G8 |

| ir | t · U30 | A | S · Z9 · f |

| ir | t · U30 | A | S · Z9 · f |

| G8 |

| G8 |

| ir | t · U30 | A | S · Z9 · f |

| ir | t · U30 | A | S · Z9 · f |

| G39 | N5 | \| \| |
|     |    |       |

|  |

| G39 | N5 | \| \| |
|     |    |       |

|  |

| S38 | N25 · Z2 | z · k · r | h · r |

| S38 | N25 · Z2 | z · k · r | h · r |

| S38 | N25 · Z2 | z · k · r | h · r |

| S38 | N25 · Z2 | z · k · r | h · r |

| S38 | N25 · Z2 | z · k · r | h · r |

| S38 | N25 · Z2 | z · k · r | h · r |

| S38 | N25 · Z2 | z · k · r | h · r |

| S38 | N25 · Z2 | z · k · r | h · r |

| G39 | N5 | \| \| |
|     |    |       |

|  |

| G39 | N5 | \| \| |
|     |    |       |

|  |

| S38 | N25 · Z2 | z · k · r | h · r |

| S38 | N25 · Z2 | z · k · r | h · r |

| S38 | N25 · Z2 | z · k · r | h · r |

| S38 | N25 · Z2 | z · k · r | h · r |

| S38 | N25 · Z2 | z · k · r | h · r |

| S38 | N25 · Z2 | z · k · r | h · r |

| S38 | N25 · Z2 | z · k · r | h · r |

| S38 | N25 · Z2 | z · k · r | h · r |

## Fordítás
- Ez a szócikk részben vagy egészben  a   Sakir-Har című angol Wikipédia-szócikk ezen változatának fordításán alapul.  Az eredeti cikk szerkesztőit annak laptörténete sorolja fel. Ez a jelzés csupán a megfogalmazás eredetét és a szerzői jogokat jelzi, nem szolgál a cikkben szereplő információk forrásmegjelöléseként.